# Paul Heyse
Paul Johann Ludwig von Heyse (ur. 15 marca 1830 w Berlinie, zm. 2 kwietnia 1914 w Monachium) – niemiecki pisarz, autor teorii sokoła. Laureat Nagrody Nobla w dziedzinie literatury za rok 1910 (jako pierwszy niemiecki pisarz). Tworzył prozę (napisał m.in. około 150 nowel), poezję i dramat. Tłumaczył z języka włoskiego i hiszpańskiego.

## Życiorys
Jego ojciec był znanym filologiem. Kształcił się w berlińskim Gimnazjum Fryderyka Wilhelma. Jednym z jego nauczycieli był Franz Kugler, przyjaciel rodziny Heyse. W Berlinie i Bonn studiował filologię klasyczną i romańską. W 1852 r. odbył podróż do Szwajcarii. Następnie we Włoszech badał literaturę włoską i prowansalską. Sugerowane jest podjęcie pierwszych prób literackich przez Paula Heysego za namową Emanuela Geibela i grupy literackiej Tunnel über der Spree.
W 1854 r. Maksymilian II wezwał Heysego do przybycia do Monachium, gdzie przyznał mu roczną pensję. Pisarz zrzekł się jej w 1868 r., kiedy podobne wsparcie przestał otrzymywać Geibel. Od tego czasu nadal zamieszkiwał w Monachium, każdą zimę spędzając we włoskiej miejscowości Gardone.
Zmarł w Monachium na zapalenie płuc. Pochowany został na Cmentarzu Leśnym w Monachium.
Utrzymywał przyjacielskie kontakty m.in. z Johannesem Brahmsem, Hansem von Bülowem, Peterem Corneliusem, Theodorem Fontanem, Henrikiem Ibsenem, Gottfriedem Kellerem, Eduardem Mörike, Theodorem Stormem i Iwanem Turgieniewem.

## Twórczość
Twórczość Heysego, popularna za życia autora, po jego śmierci popadła w zapomnienie. Autor tworzył wedle tradycji klasycznych. Wzorował się głównie na nowelach autorów włoskich oraz Johanna Wolfganga von Goethego. Pisał przeważnie w formie epistolarnej lub stosując narrację pierwszoosobową. Miejscem akcji większości jego nowel są Włochy. Tematem większości z nich jest miłość i małżeństwo, które w swojej konwencjonalnej formie było obiektem krytyki pisarza.
W jego dorobku można znaleźć 60 sztuk teatralnych, 24 tomy nowel, 9 zbiorów poezji i 6 powieści. Najgłośniejszą nowelą Heysego była L’Arrabbiata z 1855 roku.
W powieści Kinder der Welt z 1873 skrytykował Tristana i Izoldę Richard Wagnera, określając dramat jako „muzyczny haszysz”. Do poezji Heysego pieśni solowe skomponowali m.in. Johannes Brahms (także pieśni chóralne), Peter Cornelius, Adolf Jensen, Joseph Marx, Carl Orff, Hans Pfitzner, Robert Schumann i Hugo Wolf (73 pieśni w dwóch zbiorach).
Nagrodą Nobla został uhonorowany, jak określono w uzasadnieniu, ...za artyzm i idealizm, które demonstrował na przestrzeni całej swojej długiej i płodnej twórczo drogi jako poeta liryczny, dramaturg, powieściopisarz i autor znanych na całym świecie nowel.
Twórczość Heysego przetłumaczyli na język polski m.in. Bolesława Jaroszewska, Alina Czeczottowa, Zofia Grabowska, Felicja Szymanowska, Jadwiga Witte, Helena Glücksberg, S. Smolkowa, Antonina Morzkowska, Bertold Merwin i Franciszek Mirandola